# 대한산업공학회
사단법인 대한산업공학회(Korean Institute of Industrial Engineers, KIIE)는 사회일반의 이익에 공여하기 위하여 공입법인의 설립 운영에 관한 법률의 규정에 따라 산업공학에 관한 학술과 기술을 발전, 보급, 응용하여 대한민국 산업기술진흥에 공헌함을 목적으로 1974년 11월 16일에 설립된 학술단체이다. 사무실은 서울특별시 서초구 서운로 13 중앙로얄오피스텔 2006호에 있다. 학술발표회와 강습회의 개최, 학회지를 비롯한 기타 간행물 발행, 타 기관과의 교류 및 정보 교환 등을 활동하고 있다. 1975년에 창간된 학회지 《대한산업공학회지》를 발간하고 있다.
1977년 7월 9일에 과학기술처로부터 사단법인 설립 허가를 받았다.

## 주요 사업
- 학술발표회, 토론회 및 강습회 개최
- 학회지와 기타 간행물 발행 및 배부
- 산업합리화 및 생산성 향상을 위한 산학협동
- 연구의 장려 및 연구업적의 심의, 표창 및 포상
- 국내외 타 기관과의 정보 교환

## 조직
- 회장
- 총괄본부 부회장
  - 총무이사
  - 재무이사
  - 기획이사
  - 홍보이사
  - 사업이사 (총 2명)
- 학술본부 부회장
  - 학술본부 이사 (총 7명)
- 저널본부 부회장
  - JKIIE(편집장)
  - IEMS(편집장)
  - IE매거진(편집장)
  - JKIIE(M.E.)
  - IEMS(M.E.)
  - 저널본부 이사 (총 4명)
- 교육본부 부회장
  - 교육본부 이사 (총 6명)
- 대외협력본부 부회장
  - 대외협력본부 이사 (총 8명)
- 기업부회장(총괄)
  - (총 5명으로 구성)
- 감사 (총 2명)

## 학회지
- 《대한산업공학회지》 - 1975년에 창간하여 연 6회 발행하고 있다.[1]